# 彭埠大桥 (2022年通车)
彭埠大桥，又称新彭埠大桥、钱塘江新建大桥，是浙江省杭州市的一座跨江大桥，位于上城区和萧山区之间，该桥是跨越钱塘江的第十一座大桥，是杭州地铁19号线（杭州机场轨道快线）和空港高架路（原沪杭甬高速公路杭州市区段）的重要组成部分，于2019年5月31日开工，2021年6月25日合龙，其中下层（杭州地铁19号线）于2022年9月22日启用，上层（空港高架路）于2022年9月28日通车。

## 概况
新彭埠大桥全长1350.8米，位于旧彭埠大桥下游47米，为悬链形上加劲连续钢桁梁桥，上层为双向八车道一级公路，下层为杭州地铁19号线双向轨道及非机动车/行人步道，线路中心间距4.2米，桥跨布置为72米+122米+4×240米+122米+72米，是中国首座多跨长联公轨两用悬链形上加劲连续钢桁梁桥。
钱塘江新建大桥是沪杭甬高速公路杭州市区段改建工程的组成部分。
- 新彭埠大桥下层照片。外侧为步道和非机动车道，内侧为杭州地铁19号线路轨。
- 19号线亚运专列通过下层桥面
- 在南岸拍摄的照片。从左起分别为钱江铁路新桥、旧彭埠大桥及新彭埠大桥。

## 设计
新彭埠大桥以“江潮浪花”为元素设计，上层为钢结构刚性悬索桥，为蓝色波浪造型；下层为钢结构桁架桥，为白色格栅造型，体现出钱江潮奔涌向前的特点。

## 历史
- 2019年5月31日，大桥开工。
- 2021年6月25日，大桥主体结构合龙。
- 2022年9月22日，下层（杭州地铁19号线）启用。
- 2022年9月28日，上层（空港高架路）通车。